# Wilhelm Marschall
Wilhelm Marschall (Augusta, 30 settembre 1886 – Mölln, 20 marzo 1976) è stato un ammiraglio tedesco, già distintosi come ufficiale della Kaiserliche Marine imbarcato sui sommergibili durante la prima guerra mondiale, dove venne decorato con l'Ordine Pour le Mérite. Allo scoppio della seconda guerra mondiale assunse il comando in mare della flotta, partecipando a numerose azioni navali. Dopo l'esito favorevole dell'Operazione Juno entrò di contrasto con il grande ammiraglio Erich Raeder, comandante della Kriegsmarine, e fu sostituito dall'ammiraglio Günther Lütjens. Nell'agosto 1942 fu nominato comandante del Marinegruppenkommando West situato nella Francia occupata, mantenendolo fino al febbraio 1943. Prima della fine delle ostilità ricopri gli incarichi di Sonderbevollmächtigter (consulente speciale) per le operazioni navali sul Danubio (4 giugno–23 novembre 1944) e comandante del Marineoberkommando West (19 aprile–8 maggio 1945).

## Biografia
Nacque ad Augusta, Regno di Baviera, il 30 settembre 1886, e nel 1906 entrò come seekadett nella Kaiserliche Marine. Durante la prima guerra mondiale prestò inizialmente servizio come ufficiale di guardia sulla nave da battaglia Kronprinz Wilhelm, passando nel corso del 1916 alla specialità sommergibili. In quell'anno effettuò il corso di addestramento come comandante di U-boat, assumendo in successione il comando dei sommergibili UC-74 e UB-105, mantenendolo per quest'ultimo, fino alla fine della guerra. Partecipò anche a una breve missione nell'Impero ottomano, alleato della Germania durante la Grande Guerra. Coordinò una serie di attacchi da parte degli U-Boot contro la flotta russa del Mar Nero e quella britannica nel Mediterraneo orientale, in appoggio alla Osmanlı Donanması, la marina da guerra turca. In Turchia fu insignito, per il suo aiuto alle truppe ottomane, della Stella di Gallipoli o Mezzaluna di Ferro dal sultano Mehmet V. Dopo la fine del conflitto transitò nella Reichsmarine, prestando servizio principalmente come Vermessungsoffizier, in diverse posizioni.
Con la salita al potere di Adolf Hitler la sua carriera militare riprese, e nel 1934 assunse il comando della nuova corazzata tascabile Admiral Scheer, Promosso konteadmiral nel 1936, entrò a far parte dell'Alto Comando della Kriegsmarine (Oberkommando der Marine), come direttore delle operazioni navali. Durante il corso della guerra civile spagnola comandò la Squadra navale che incrociò a lungo al largo della costa spagnola. Promosso al rango di vizeradmiral il 1 novembre 1938, assunse il comando della flotta (Flottenchef) nell'ottobre 1939.
Allo scoppio della seconda guerra mondiale alzò la sua insegna sull'incrociatore da battaglia Gneisenau, e il 23 novembre 1939 condusse la squadra navale nello scontro con l'incrociatore ausiliario inglese Rawalpindi, che stava pattugliando il tratto di mare al largo delle Isole Faroe. In conseguenza dei successi ottenuti il 1 dicembre 1939 fu promosso al grado di admiral.
In seguito prese parte all'invasione della Norvegia e della Danimarca.
Il 4 giugno 1940, durante la fase finale della campagna di Norvegia, guidò una formazione navale, composta dagli incrociatori da battaglia Scharnhorst e Gneisenau, dall'incrociatore pesante Admiral Hipper e da quattro cacciatorpediniere, in mare aperto. Tale missione coincise con l'inizio dell'evacuazione delle forze alleate dalla Norvegia (Operazione Alphabet), che aveva come base di partenza il porto di Harstad. Resosi conto di ciò che stava avvenendo chiese inutilmente all'ammiraglio Erich Raeder il permesso di intercettare le formazioni navali inglesi che si stavano dirigendo in Gran Bretagna. Tale permesso gli fu rifiutato, ma egli riuscì ad intercettare, 280 miglia a ovest di Harstad, una squadra inglese composta dalla portaerei Glorious, al comando del capitano di vascello Guy D'Oyly-Hughes e da due cacciatorpediniere di scorta, Ardent e Acasta. 
La battaglia contro la formazione inglese si concluse rapidamente con l'affondamento sia della portaerei sia dei due cacciatorpediniere, ma un siluro lanciato dall'Acasta danneggiò lo Scharnhorst. Nonostante la vittoria riportata, egli aveva impegnato combattimento contravvenendo agli ordini ricevuti, e questo fatto, unito al danneggiamento dello Scharnhost, gli costò la rimozione dal comando della flotta, e la sua sostituzione con il viceammiraglio Günther Lütjens il 7 luglio 1940. A partire da quel momento, e per due anni, divenne ispettore presso le scuole di addestramento della marina
Il 12 agosto 1942 fu nominato comandante delle forze navali tedesche presenti nella Francia occupata (Marinegruppenkommando West), in sostituzione di Alfred Saalwächter. Il 1 febbraio 1943 fu elevato al rango di generaladmiral, ma fu sostituito come comandante del settore occidentale da Theodor Krancke e passato alla riserva durante il corso della primavera. Durante il resto della guerra fu richiamato in servizio attivo due volte, una come Sonderbevollmächtigter (consulente speciale) per il Danubio (4 giugno–23 novembre 1944) e una come comandante del Marineoberkommando West poco prima della fine dalla guerra (19 aprile–8 maggio 1945). Rimase detenuto come prigioniero di guerra tra il maggio 1945 e il 1947. Si spense a Mölln, nell'allora Germania Occidentale, il 20 marzo 1976.

### Annotazioni
1. ↑  Fu comandante della squadra navale dall'8 ottobre 1937 all'8 febbraio 1938.

### Fonti
1. 1 2 3 4 5 6 7 8 9  Zabecki 2014, p. 830.
2. ↑  Garzke, Dulin 1997, p. 135.
3. ↑  Miller 1997, p. 63.
4. 1 2  Haarr 2010, p. 320.
5. 1 2 3  Murfett 2009, p. 81.
6. ↑  Murfett 2009, p. 80.
7. ↑  Haarr 2010, p. 329.
8. 1 2 3  Showell 2009, p. 199.